# Devil's Dance Floor
Devil's Dance Floor è un singolo live del gruppo musicale statunitense Flogging Molly, pubblicato nel 2010.

## Tracce
1. Devil's Dance Floor (live from the Greek Theatre)
2. (No More) Paddy's Lament (live from the Greek Theatre)